# Den romerske Model
Den romerske Model er en dansk stum dramafilm fra 1908 produceret af Nordisk Films Kompagni og instrueret af Viggo Larsen.
Filmen blev i tysktalende lande distribueret som Das römerische Modell. 

## Handling
En kunstmaler har netop færdiggjort et maleri og han betaler modellen, Carlo, og kort efter kommer den rige mæcæn, der har bestilt billedet. Mæcænen betaler kunstneren en stor sum penge, der tager på osteri, hvor han i venners lag glæder sig over sit held. Nogle unge piger, herunder Carlos kæreste Maria, kommer også på osteriet, hvor de slutter sig til selskabet af unge herrer, og alle har det lystigt. Kunstneren og Maria har en flirt og tager afsted sammen.
Kort efter kommer Carlo ind i osteriet, hvor nogle af hans kammerater fortæller, hvad der er sket, og Carlo bliver rasende. Carlo går ud for at finde parret, som går tæt op ad hinanden og er på vej til kunstnerens atelier. Carlo løber via en genvej til atelieret, hvor han skærer sit ansigt ud af maleriet, g erstatter det med sit eget ved at stille sig bag maleriet. Uden at blive bemærket ser han kunstneren og Maria gøre tilnærmelser. Da Maria et øjeblik er alene og nærmer sig maleriet, flænser Carlo maleriet op med en kniv og springer frem for at myrde Maria. Kunstneren hører Marias skrig og kommer løbende med en revolver og afværger angrebet. De to smider våbnene, og der opstår i stedet en brydekamp. Carlo løfter kunstneren ud af vinduet, men i stedet for at slippe ham, falder de begge i døden.

## Medvirkende
- Jørgen Lund